# La Cornuaille
La Cornuaille ist eine Ortschaft und eine Commune déléguée in der französischen Gemeinde Val d’Erdre-Auxence mit 967 Einwohnern (Stand: 1. Januar 2022) im Département Maine-et-Loire in der Region Pays de la Loire. Die Einwohner werden Cornuaillais genannt.
Die Gemeinde La Cornuaille wurde am 15. Dezember 2016 mit Le Louroux-Béconnais und Villemoisan zur neuen Gemeinde Val d’Erdre-Auxence zusammengeschlossen. Sie gehörte zum Arrondissement Angers und zum Kanton Chalonnes-sur-Loire.

## Geographie
La Cornuaille liegt an der Grenze zum Département Loire-Atlantique, etwa 35 Kilometer westnordwestlich von Angers am Fluss Croissel. Durch die Commune déléguée verläuft die frühere Route nationale 163 (heutige D963).

## Bevölkerungsentwicklung
| Jahr                       | 1962 | 1968 | 1975 | 1982 | 1990 | 1999 | 2006 | 2013 |
| -------------------------- | ---- | ---- | ---- | ---- | ---- | ---- | ---- | ---- |
| Einwohner                  | 1019 | 983  | 841  | 785  | 719  | 791  | 877  | 1040 |
| Quellen: Cassini und INSEE |      |      |      |      |      |      |      |      |

## Sehenswürdigkeiten

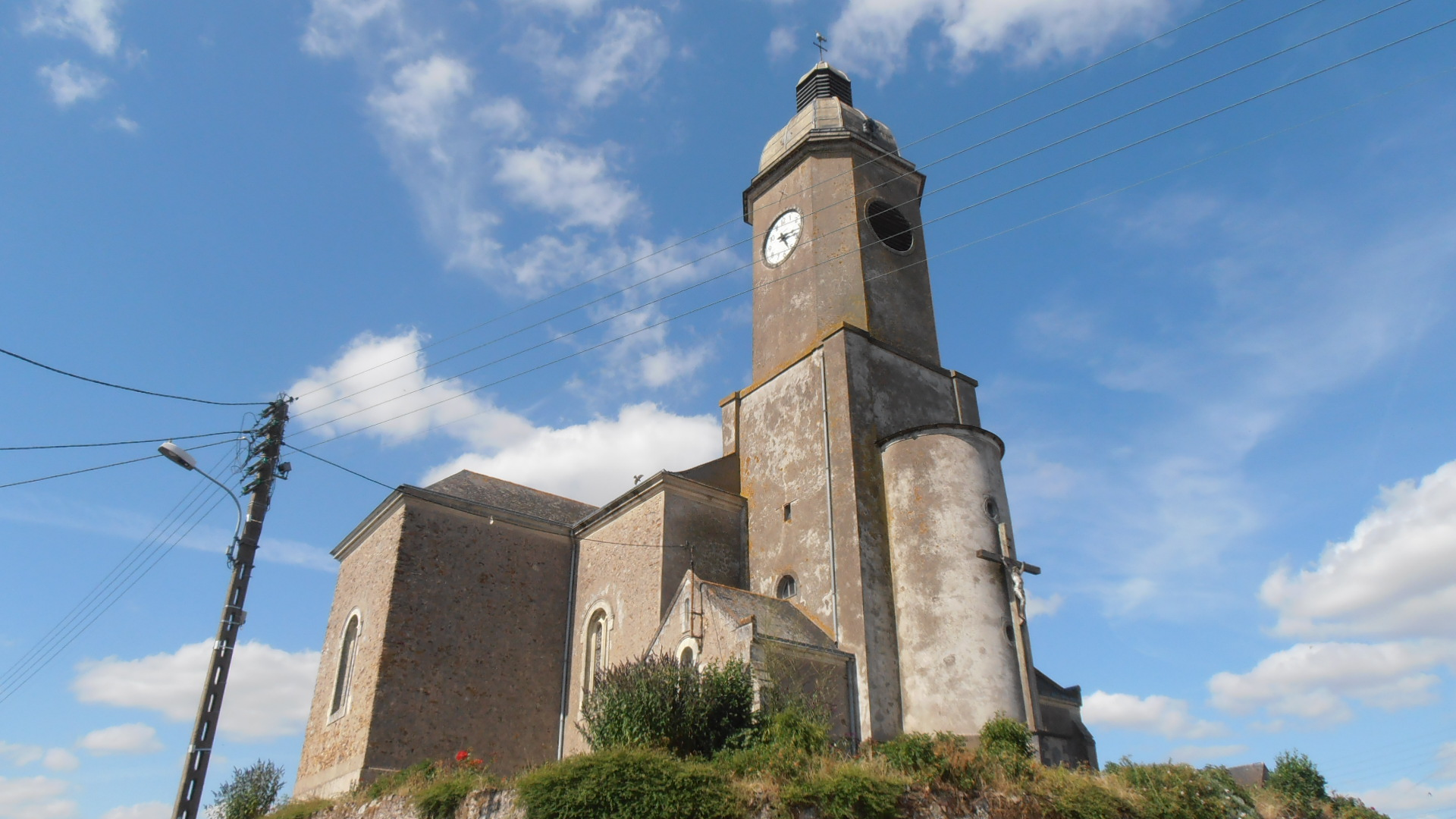
Kirche Saint-Pierre
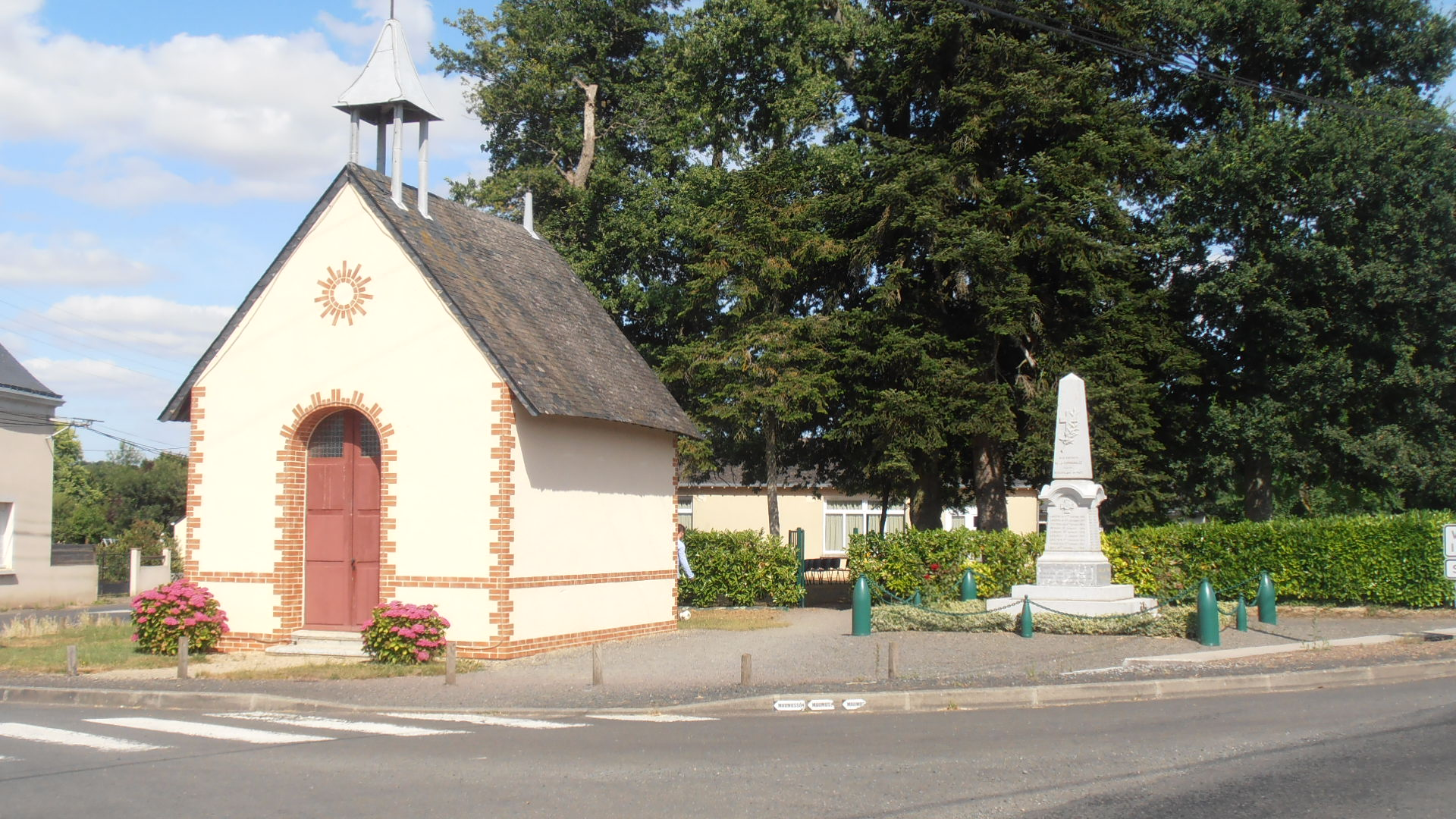
Wasserturm

- Kirche Saint-Pierre
- Kapelle Saint-Julien

## Persönlichkeiten
- Gaston Cyprès (1884–1925), Fußballspieler (Stürmer)

## Belege
1. ↑  Dossier complet. insee.fr, abgerufen am 8. Juli 2019 (französisch).